# Copa de Naciones del Golfo de 1979
La Copa de Naciones del Golfo de 1979 (en árabe: كأس الخليج العربي‎) fue la quinta edición del torneo de fútbol a nivel de selecciones nacionales de las monarquías del Golfo que contó con la participación de siete países de la zona.
El país anfitrión ganó el título regional por primera vez al ser el que hizo más puntos durante el torneo.

## Resultados
| País           | Pts | J | G | E | P | GF | GC | GD  |
| -------------- | --- | - | - | - | - | -- | -- | --- |
| Irak           | 12  | 6 | 6 | 0 | 0 | 23 | 1  | +22 |
| Kuwait         | 9   | 6 | 4 | 1 | 1 | 15 | 4  | +11 |
| Arabia Saudita | 8   | 6 | 3 | 2 | 1 | 14 | 4  | +10 |
| Baréin         | 6   | 6 | 2 | 2 | 2 | 8  | 9  | −1  |
| Catar          | 5   | 6 | 2 | 1 | 3 | 4  | 13 | −9  |
| UAE            | 4   | 6 | 1 | 0 | 5 | 5  | 18 | −13 |
| Omán           | 0   | 6 | 0 | 0 | 6 | 1  | 21 | −20 |

| 23 de marzo de 1979 | Irak                             | 4–0 | Baréin | Al Shaab Stadium, Bagdad |  |
|                     | Saeed 48', 88', 90' · Shakir 64' |     |        |                          |  |

| 24 de marzo de 1979 | Arabia Saudita            | 2–1 | Emiratos Árabes Unidos | Al Shaab Stadium, Bagdad |  |
|                     | Naseab 22' · Abdullah 70' |     | Easa 51'               |                          |  |

| 24 de marzo de 1979 | Kuwait                             | 3–1 | Catar    | Al Shaab Stadium, Bagdad |  |
|                     | Souwaid 19' · Al-Buloushi 34', 79' |     | Easa 51' |                          |  |

| 27 de marzo de 1979 | Irak                 | 2–0 | Catar | Al Shaab Stadium, Bagdad |  |
|                     | Saeed 1', 60' (pen.) |     |       |                          |  |

| 27 de marzo de 1979 | Baréin                                        | 3–0 | Emiratos Árabes Unidos | Al Shaab Stadium, Bagdad |  |
|                     | Shuwair 5' · Zowaid 12' (pen.) · Al-Hayki 18' |     |                        |                          |  |

| 28 de marzo de 1979 | Arabia Saudita                               | 4–0 | Omán | Al Shaab Stadium, Bagdad |  |
|                     | Jasim 34', 54' · Khalifah 69' · Abdullah 79' |     |      |                          |  |

| 29 de marzo de 1979 | Catar      | 1–0 | Emiratos Árabes Unidos | Al Shaab Stadium, Bagdad |  |
|                     | Muftah 40' |     |                        |                          |  |

| 30 de marzo de 1979 | Baréin                                    | 3–1 | Omán      | Al Shaab Stadium, Bagdad |  |
|                     | Zowaid 13' · Al-Zayyani 35' · Shuwair 88' |     | Sumar 53' |                          |  |

| 30 de marzo de 1979 | Irak                                   | 3–1 | Kuwait     | Al Shaab Stadium, Bagdad |  |
|                     | Hassan 9' · Ahmed 47' · Abdulsahib 90' |     | Juma'a 75' |                          |  |

| 1 de abril de 1979 | Catar     | 1–0 | Omán | Al Shaab Stadium, Bagdad |  |
|                    | Daham 33' |     |      |                          |  |

| 1 de abril de 1979 | Kuwait                                                                        | 7–0 | Emiratos Árabes Unidos | Al Shaab Stadium, Bagdad |  |
|                    | Saad 14' · Sowaid 43', 80' · Kamel 45' · Al-Buloushi 47', 88' · Al-Dakhil 84' |     |                        |                          |  |

| 2 de abril de 1979 | Arabia Saudita | 1–1 | Baréin     | Al Shaab Stadium, Bagdad |  |
|                    | Jasim 53'      |     | Ghaith 41' |                          |  |

| 3 de abril de 1979 | Kuwait          | 2–0 | Omán | Al Shaab Stadium, Bagdad |  |
|                    | Sowaid 40', 47' |     |      |                          |  |

| 4 de abril de 1979 | Arabia Saudita                                                | 7–0 | Catar | Al Shaab Stadium, Bagdad |  |
|                    | Abdullah 14', 15', 45', 48', 55' · Hamdan 32' · Abdrabbuh 89' |     |       |                          |  |

| 4 de abril de 1979 | Emiratos Árabes Unidos | 0-5 | Irak                                                               | Al Shaab Stadium, Bagdad |  |
|                    |                        |     | Ahmed 25' · Abdulsahib 40' · Hassan 47' · Saeed 66' · Khudhair 85' |                          |  |

| 6 de abril de 1979 | Irak                                                      | 7–0 | Omán | Al Shaab Stadium, Bagdad |  |
|                    | Saeed 30', 32', 40', 86' · Hassan 43', 50' · Khudhair 52' |     |      |                          |  |

| 6 de abril de 1979 | Kuwait   | 0–0 | Arabia Saudita | Al Shaab Stadium, Bagdad |  |
|                    | Saad 55' |     |                |                          |  |

| 7 de abril de 1979 | Baréin      | 1–1 | Catar             | Al Shaab Stadium, Bagdad |  |
|                    | Shuwair 77' |     | Bashir 27' (pen.) |                          |  |

| 8 de abril de 1979 | Irak                    | 2–0 | Arabia Saudita | Al Shaab Stadium, Bagdad |  |
|                    | Hassan 24' · Farhan 36' |     |                |                          |  |

| 9 de abril de 1979 | Kuwait          | 2–0 | Baréin | Al Shaab Stadium, Bagdad |  |
|                    | Sowaid 19', 84' |     |        |                          |  |

| 9 de abril de 1979 | Omán | 0–4 | Emiratos Árabes Unidos                                       | Al Shaab Stadium, Bagdad |  |
|                    |      |     | Abdulrahman 29' · Chowmbi 43' · Bushanain 73' · Abdullah 77' |                          |  |

## Campeón
| Copa de Naciones del Golfo 1979 |
| ------------------------------- |
| Bandera de Irak                 |
| Irak 1º Título                  |